# Polygonia kashmira
Polygonia kashmira är en fjärilsart som beskrevs av Evans 1932. Polygonia kashmira ingår i släktet Polygonia och familjen praktfjärilar. Inga underarter finns listade i Catalogue of Life.